# Autoscout24
AutoScout24 e интернет портал на тема „Автомобил“, който се нарежда сред най-големите в цяла Европа, с над 10 милиона потребители и с повече от 2 милиона обяви за продажба на превозни средства. Основан през 1998 г. тогава още като MasterCar AG, порталът е част компанията Scout24 Holding. Порталът е достъпен в 18 държави на 18 различни езика. С 400 служители и с над 40.000 търгоци на автомобили (дилъри) AutoScout24 е репрезентиран във всички важни европейски пазари.

## Услуги
AutoScout24 предоставя на частни лица, търговци както и други кооперативни партньори от автомобилната, финансовата и застрователната сфера една обширна интернет платформа за покупка и продажба както нови, употребявани и лекотоварни автомобили така и на мотоциклети. Предоставянето на интернет пазарната платформа за търговия с превозни средства е основния предмет на дейност на компанията. Седалището на AutoScout24 GmbH се намира в Мюнхен, Германия, управление: Алберто Санц де Лама, Андре Щарк.